# Ars antiqua
Pour l’article homonyme, voir Ars Antiqua de Paris.

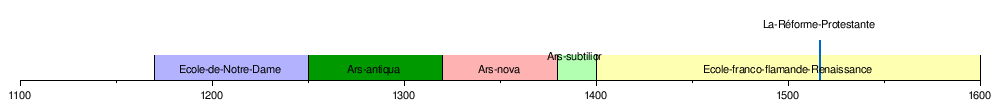
Ars antiqua

Ars antiqua, également ars veterum ou ars vetus, est un terme utilisé par les musicologues modernes pour désigner la musique médiévale occidentale entre 1170 et 1310 environ.

## Histoire
Cette dénomination couvre la période de l'école de Notre-Dame de Paris (utilisation de lignes mélodiques multiples, simultanées et indépendantes), et les années suivantes qui ont vu le développement du motet. Le terme ars antiqua est généralement limité à la musique sacrée et/ou polyphonique, et exclut donc les chants monophoniques profanes des troubadours et des trouvères.  
Ce terme est parfois utilisé plus vaguement pour désigner l'ensemble de la musique européenne du XIIIe siècle, et légèrement antérieure. Il est utilisé pour la première fois par Philippe de Vitry et Johannes de Muris en opposition à ars nova (signifiant « nouvel art » ou « nouveau style »), qui désigne la période d'activité musicale entre 1310 et 1375 environ.  
Presque tous les compositeurs de l'ars antiqua sont anonymes. Léonin et Pérotin sont les deux seuls compositeurs connus de l'école de Notre Dame. Pierre de la Croix est un des rares compositeurs des années postérieures à l'école de Notre-Dame qui ne soit pas anonyme.
En théorie musicale, l'ars antiqua a produit plusieurs avancées par rapport aux époques antérieures, notamment dans la conception et la notation du rythme. À ses débuts, la notation de la musique médiévale indiquait les hauteurs des chants sans indiquer le rythme dans lequel ces notes devaient être chantées. Le théoricien de la musique le plus célèbre de la première moitié du XIIIe siècle, Jean de Garlande, est l'auteur du De Mensurabili Musica (vers 1240), traité qui définit et élucide le plus complètement les modes rythmiques. La plupart des musiques notées du XIIIe siècle qui subsistent utilisent les modes rythmiques définis par Jean de Garlande. Un théoricien allemand un peu plus tardif, Francon de Cologne, fut le premier à décrire, dans son Ars cantus mensurabilis (vers 1280), un système de notation (la notation mesurée) dans lequel des notes de formes différentes ont des valeurs rythmiques différentes, une innovation qui eut un impact important sur l'histoire ultérieure de la musique européenne.
Le gothique primitif comprend la musique française composée à l'école de Notre Dame jusqu'en 1260 environ, et le haut gothique toute la musique jusqu'à 1310-1320, le début conventionnel de l'ars nova. Les formes d'organum et de conduit atteignirent leur apogée au début du gothique et commencèrent à décliner dans le gothique supérieur, pour être remplacées par le motet.
Bien que l'Ars antiqua se fût démodé assez rapidement au cours des deux premières décennies du XIVe siècle, il eut un défenseur tardif en Jacques de Liège, qui produisit une violente attaque contre l'Ars nova dans son Speculum Musicae (vers 1320). Il voyait en l'Ars antiqua une « musica modesta », et en l'Ars nova une « musica lasciva », musique capricieuse, immodeste et sensuelle.

## Formes musicales de l'ars antiqua

### École de Notre-Dame (gothique primitif)
- L'organum
- Le conduit
- La clausule
- Le hoquet : technique d'écriture qui consiste en un découpage, avant tout rythmique, de la voix par des silences. Cela a donné naissance à une forme.

### Haut gothique: 1260-1320
Rondeau
- Le rondeau : il passe à plusieurs voix et est considéré comme le précurseur de la chanson polyphonique. Le rondeau (comme la ballade et le virelai) est une pièce à forme fixe et obéit à la structure suivante :  ABaAabAB (où « a » désigne une partie musicalement identique à « A » mais avec des paroles différentes – de même pour « b » et « B »).

Motet
- Motet simple : 2 voix : ténor (la voix de « teneur », celle qui « tient » le plain-chant) et duplum (« double », ou plutôt seconde voix). Motet chanté sur un seul texte (latin ou français)
- Motet double : 3 voix : ténor, motetus et triplum. Les voix supérieures peuvent avoir 2 textes différents : les 2 en latin, les 2 en français ou mélangé. À la voix de triplum, le texte est toujours plus long et plus rapide que celui du motetus (car chanté sur des valeurs rythmiques plus brèves).
- Motet triple : 4 voix avec quadruplum. Il peut y avoir 3 textes différents chantés simultanément par les voix supérieures, en français ou mélangées au latin.
- Motet conduit : 3 ou 4 voix avec ténor et voix supérieures avec le même texte, donc le rythme est identique.